# Grande Prémio Internacional de Rio Maior em Marcha Atlética 2013
Grande Prémio Internacional de Rio Maior em Marcha Atlética 2013 – zawody lekkoatletyczne w chodzie sportowym, które odbyły się 6 kwietnia w Rio Maior w Portugalii. Impreza była kolejną w cyklu IAAF Race Walking Challenge w sezonie 2013. 
Druga zawodniczka chodu na 20 kilometrów – Gwatemalka Mirna Ortiz ustanowiła wynikiem 1:28:31 rekord Ameryki Północnej w tej konkurencji.

## Rezultaty

### Mężczyźni
| Konkurencja:  | 1. miejsce  | Rezultat | 2. miejsce    | Rezultat | 3. miejsce   | Rezultat |
| Chód na 20 km | João Vieira | 1:21:08  | Sérgio Vieira | 1:21:53  | Diego Flores | 1:21:56  |

### Kobiety
| Konkurencja:  | 1. miejsce        | Rezultat | 2. miejsce  | Rezultat   | 3. miejsce    | Rezultat |
| Chód na 20 km | Jelena Łaszmanowa | 1:28:19  | Mirna Ortiz | 1:28:31 AR | Ana Cabecinha | 1:29:21  |

## Rekordy
Podczas zawodów ustanowiono 1 krajowy rekord w kategorii seniorów:
| Zawodnik    | Reprezentacja | Konkurencja           | Rezultat |
| ----------- | ------------- | --------------------- | -------- |
| Mirna Ortiz | Gwatemala     | Chód na 20 kilometrów | 1:28:31  |